# Petra van Staveren
Petronella "Petra" Grietje van Staveren (Kampen, 2 de junho de 1966) é uma nadadora neerlandesa, campeã olímpica em Los Angeles 1984, ganhando a medalha de ouro nos 100 metros peito.